# Pseudagrion lucidum
Pseudagrion lucidum – gatunek ważki z rodziny łątkowatych (Coenagrionidae).